# Estación Terrena Bosque Alegre

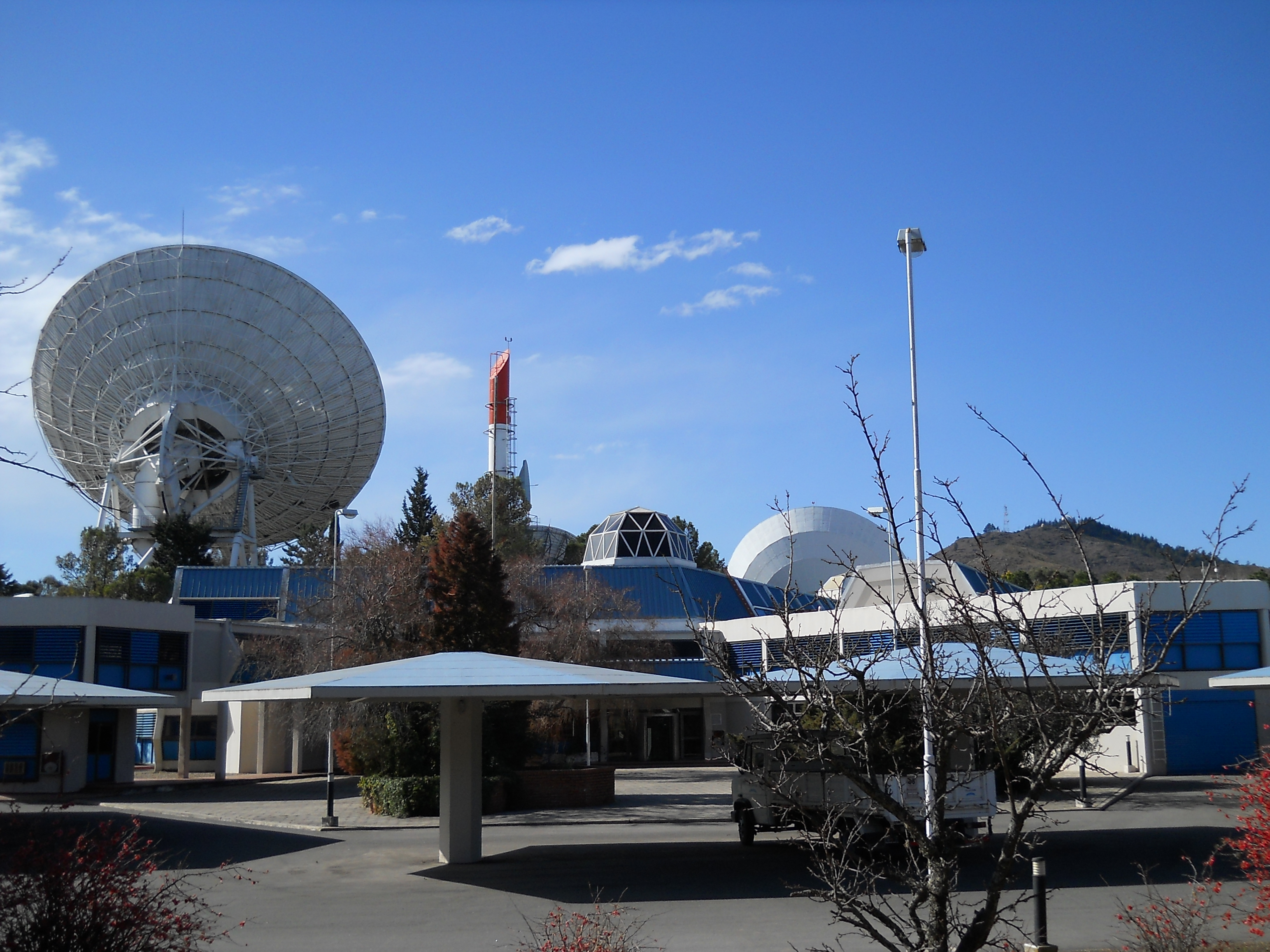
Vista parcial de la Estación Terrena

 La Estación Terrena Bosque Alegre es la segunda estación terrena construida en la República Argentina, y está situada en la provincia de Córdoba, cercana al Observatorio de Bosque Alegre, en las Sierras Chicas, en cercanías de la ciudad de Alta Gracia.
Se encuentra sobre la ruta provincial RP E-96, a 60 km al sudoeste de la Ciudad de Córdoba, y fue construida a finales de la década de 1970, e inaugurada en 1983, con el fin de dar soporte a la estación terrena de Balcarce que se encontraba sobrepasada en su capacidad de transmisión.
Actualmente, la estación terrena, es explotada por la empresa de telefonía TELECOM, y sirve para transmisión de datos, telefonía, Internet y como Data Center.
Sus más de 20 antenas parabólicas, utilizan la red Intelsat y Landsat (Landsat 7). También opera una base de la red GLOBALSTAR para todas las comunicaciones de telefonía fija, celular y satelital de Sudamérica LA y zona de influencia (Chile, Uruguay, Argentina, Paraguay y el mar territorial), utilizando para ello, 5 antenas parabólicas de gran capacidad de transmisión. También es utilizada como nodo de enlace con los satélites ARSAT 1 y 2 y la red de satélites SES.